# Škvořetice (zámek)
Škvořetice jsou tvrz přestavěná na zámek ve stejnojmenné obci v okrese Strakonice, asi šest kilometrů jihovýchodně od Blatné. Původní tvrz nechal v šestnáctém století přestavět na zámek Jan mladší z Kalenic, ale dochovaná podoba je výsledkem novorenesanční přestavby realizované v letech 1921–1922. Areál zámku je chráněn jako kulturní památka.

## Historie
Nejstarším panským sídlem ve Škvořeticích bývala od čtrnáctého století tvrz, na které sídlili vladykové z Mirovic, kteří měli v erbu znamení konve. Prvním známým příslušníkem rodu byl Jan Mirovec ze Škvořetic připomínaný roku 1380 a později v letech 1397–1412 jako svědek na různých listinách. Dalšími držiteli tvrze byli jeho bratři Hurt a Ondřej, kteří zemřeli před rokem 1454. Tehdy jiný člen rodu, Jan Šteker z Mirovic, prodal tvrz se dvorem a částí vsi Zdeňkovi Konopišťskému ze Šternberka. Podle Karla Třísky k prodeji došlo už v roce 1444. Druhou část vesnice vlastnil Beneš z Kalenic, který okolo roku 1462 koupil i část s tvrzí.
Kalenicové Škvořetice vlastnili s jedinou krátkou výjimkou až do roku 1673. Patřil k nim Benešův syn Oldřich Kalenice, který roku 1465 získal bakalářský titul na pražské univerzitě. Jako majitel Škvořetic je naposledy připomínán roku 1493, kdy mu patřil také nějaký statek u Klení. Oba statky měli v nedílném držení Oldřichovi synové Zikmund, Bohuslav a Beneš zmiňovaní od roku 1498. Od roku 1517 už je písemnými prameny připomínan jen Beneš. V první polovině šestnáctého století měli škvořetický statek bratři Jiří, Jan a Zikmund. Jiří od bratrů nedostával slibované peníze, a proto od nedílného vlastnictví okolo roku 1540 odstoupil. Jan a Zikmund si Škvořetice se dvorem, tvrzí a vsí Leskovice nechali roku 1543 zapsat do obnovených desk zemských. Jan přežil bratra Zikmunda, a stal se tak jediným majitelem tvrze. Pravděpodobně on nechal starou tvrz přestavět v renesančním slohu. Zemřel roku 1568 a poručníkem jeho dcer se stal Bohuslav Šlejbor z Tisové, který se roku 1572 uváděl jako pán na Škvořeticích. Brzy poté se majetku ujali Janovi synové Beneš, Zdeněk a Adam. Beneš zemřel v zimě roku 1595. Zanechal po sobě syna Jana, jehož poručníkem se měl stát strýc Zdeněk, ale 4. května 1595 postoupil toto právo spojené s hospodařením na statku vdově Anně, rozené z Jilmanic. Vymínil si však, že vdova nesmí obtěžovat poddané.
Když Jan z Kalenic dosáhl dospělosti, začal statek spravovat sám a rozšířil jej o Kožlí. Ve své závěti sepsané krátce před smrtí koncem roku 1629 odkázal Kožlí dceři Johance a zbytek škvořetického statku, k němuž patřilo dalších sedm vesnic, synu Janu Vilémovi z Kalenic. Vilém Škvořetice roku 1668 prodal Jiřímu Františkovi Doudlebskému z Doudleb, ale o čtyři roky později je od něj vykoupil zpět. Hned roku 1673 však statek znovu prodal, tentokrát Ferdinandu Antonínu Malovcovi z Chýnova. Ke statku tehdy patřily, kromě samotných Škvořetic, tvrz, dva dvory, pivovar a vesnice Mužetice, Hněvkov, Pacelice, Míreč, Důlk a Lom. Nový majitel roku 1682 statek prodal manželce Marii Františce Malovcové, rozené Villanové. Ta statek velmi zadlužila, a po její smrti jej ve veřejné dražbě získal hrabě František Vilém Salm z Reifferscheidu pro sirotky po zemřelé hraběnce Ernestině Barboře Serényiové. Statek se tak stal součástí panství Blatné, kterou později získal baron František Hildprandt, jehož potomkům patřil až do roku 1945. Karel Hildprandt (1894–1975) nechal zámeckou budovu upravit v novorenesančním slohu podle návrhu berounského stavitele Vojtěcha Volfa.

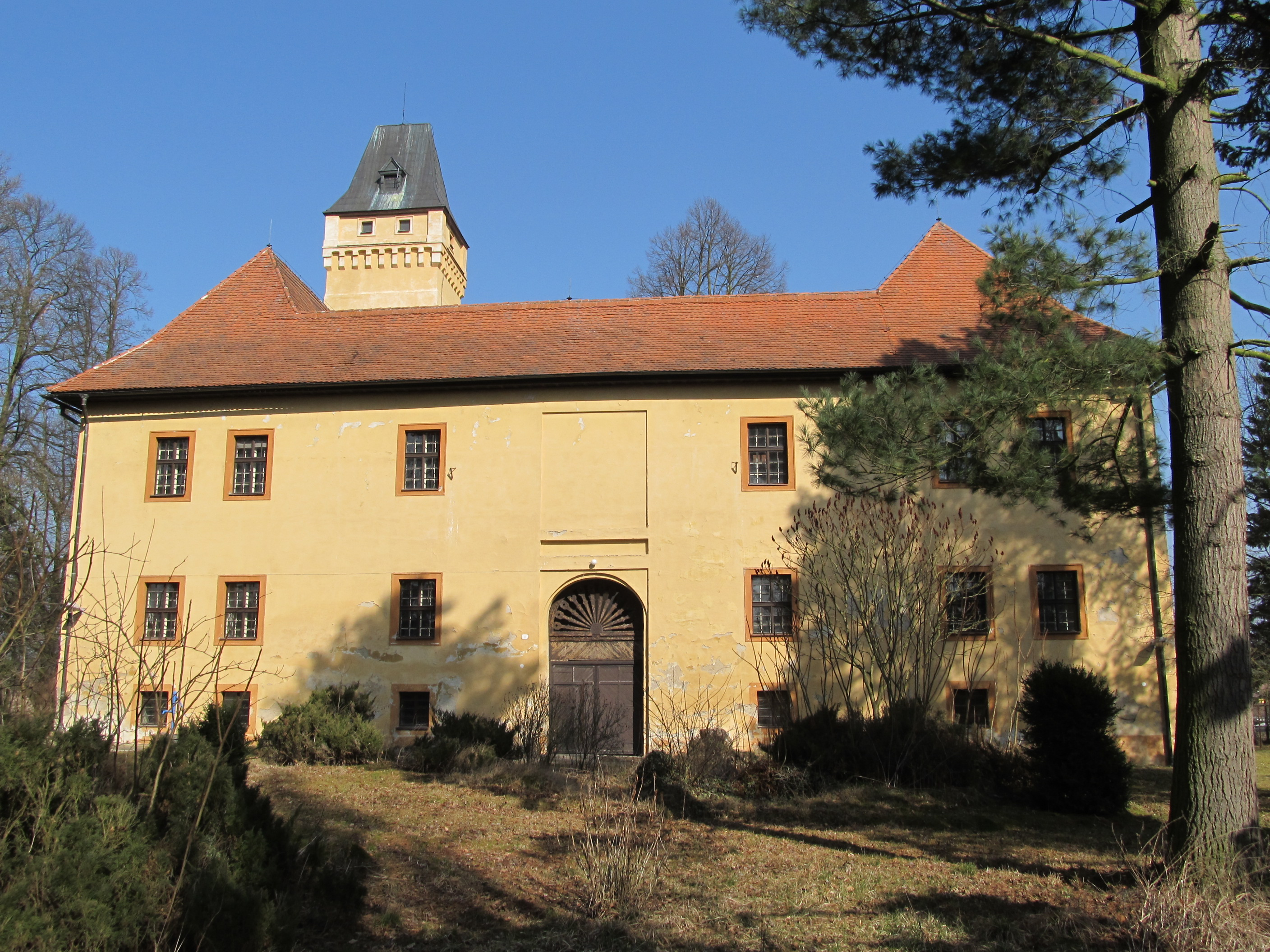
Vstupní průčelí

Ve druhé polovině dvacátého století zámek využívaly jako učiliště Československé státní dráhy. Roku 2008 byl zámek nabízen k prodeji za cenu čtyřicet miliónů korun. Na prodej byl také roku 2018, kdy k němu patřily pozemky s rozlohou přibližně 71 hektarů, jejichž částí byl také rybník Starka o velikosti 2,05 hektarů.

## Stavební podoba
Podoba gotické tvrze je nejasná. Renesanční zámek měl ve všech čtyřech nárožích věže zastřešené báněmi. Na nádvorní straně prvního patra bývaly arkády. Vstup do zámku se nachází v jižním průčelí. Dominantou budovy je třípatrová věž v severozápadním nároží, na níž je ve druhém patře umístěna pavlač.